# Oplonia acicularis
Oplonia acicularis är en akantusväxtart som först beskrevs av Olof Swartz, och fick sitt nu gällande namn av William Thomas Stearn. Oplonia acicularis ingår i släktet Oplonia och familjen akantusväxter. Inga underarter finns listade i Catalogue of Life.